# II liga czechosłowacka w piłce nożnej mężczyzn
2. liga czechosłowacka była drugą w hierarchii klasą rozgrywkową w Czechosłowacji. Pierwsza edycja miała miejsce w sezonie 1925/26, a ostatnia w 1992/1993. Liga była wiele razy reorganizowana:
- 1925/26 – 1932/33: 2. československá fotbalová liga
- 1933 – 1949: nie rozgrywano
- 1950, 1953 – 1976/77: 2. československá fotbalová liga
- 1977/78 – 1980/81: Česká národní fotbalová liga, Slovenská národná futbalová liga
- 1981/82 – 1990/91: 1. česká národní fotbalová liga, 1. slovenská národná futbalová liga
- 1991/92 – 1992/93: Českomoravská fotbalová liga, 1. slovenská národná futbalová liga